# Kožuchov
Kožuchov est un village de Slovaquie situé dans la région de Košice.

## Histoire
Première mention écrite du village en 1330.

## Démographie

### Évolution de la population
| Année:               | 1994. | 2004.   | 2014.    | 2024.    |
| -------------------- | ----- | ------- | -------- | -------- |
| Nombre de personnes: | 231   | 236     | 203      | 171      |
| Différence:          |       | +2,16 % | -13,98 % | -15,76 % |

| Année:               | 2023. | 2024.   |
| -------------------- | ----- | ------- |
| Nombre de personnes: | 173   | 171     |
| Différence:          |       | -1,15 % |